# Gare de Pančevački most
La gare de Pančevački most (en serbe cyrillique : Железничка станица Панчевачки мост ; en serbe latin : Železnička stanica Pančevački most) est une gare située à Belgrade, la capitale de la Serbie, dans la municipalité urbaine de Palilula. Elle est située au niveau du pont de Pančevo (Pančevački most), sur la rive droite du Danube, juste après la gare de Vukov spomenik.
Elle est une des stations du réseau express régional Beovoz et du réseau BG VOZ, dont elle constitue l'un des terminus.

## Service des voyageurs

### Desserte
Pančevački most est le terminus au nouveau réseau BG VOZ (Batajnica - Pančevački most). Elle est également desservie par les lignes 1 (Stara Pazova - Batajnica - Beograd Centar - Pančevo Vojlovica), 2 (Ripanj - Resnik - Rakovica - Pančevo Vojlovica) et 4 (Zemun - Beograd Centar - Rakovica - Valjevo) du réseau express régional Beovoz.

### Intermodalité
La gare Pančevački most sert de terminus à plusieurs lignes de bus de la société GSP Beograd, soit les lignes 33 (gare de Pančevački most – Kumodraž), 37 (gare de Pančevački most – Kneževac), 48 (gare de Pančevački most – Miljakovac II) et 58 (gare de Pančevački most - Novi Železnik).